# Guillem de Copons
Guillem de Copons (XIVe siècle - XVe siècle) est un écrivain et diplomate possiblement valencien, auteur de quelques traductions d'œuvres importantes en catalan de l'Antiquité classique et du Moyen Âge européen.

## Biographie
Garçon d'écurie de Pierre le Cérémonieux et de Jean Ier, qui lui confient plusieurs travaux littéraires. Il était lié au maître de l'ordre de Saint-Jean de Jérusalem Juan Fernández de Heredia. En 1383, il porte à Jean Ier, de la part du duc de Berry, une version française de La Cité de Dieu de saint Augustin, et il est envoyé une autre fois près du duc pour copier le manuscrit qu'il avait de la version française de l'œuvre Ab Urbe condita libri de Titus Livius. Les traductions catalanes faites alors à partir de ces deux versions lui furent attribuées. En 1396, la reine Yolande de Bar l'envoie comme ambassadeur à la cour pontificale d'Avignon et auprès de plusieurs magnats français pour tenter de clarifier les menaces d'invasion de la Catalogne par les troupes du comte d'Armagnac. Ces ambassades n'ont eu probablement aucun effet à la mort du roi Jean Ier. En 1418, il dédie au mécène valencien, le père d'Artés, sa version catalane du Trésor, écrite en picard, de Brunetto Latini, et qui comprenait l'Éthique d'Aristote. Cela fut la première version catalane, indirecte, de cet auteur classique.